# Гней Манлий Цинцинат
Вижте пояснителната страница за други личности с името Гней Манлий.
Гней Манлий Цинцинат (на латински: Cnaeus Manlius Cincinnatus) е римски политик от 5 век пр.н.е. и първият от своя стар патрициански род Манлии, който става консул.
През 480 пр.н.е. той е консул заедно с колегата си Марк Фабий Вибулан и се бие против вейите и волските. Сенатът го награждава с триумф. Той е убит в битка против етруските.